# Romașkîne (Romașkîne), Sakî
Romașkîne (în ucraineană Ромашкине) este localitatea de reședință a comunei Romașkîne din raionul Sakî, Republica Autonomă Crimeea, Ucraina.

## Demografie
Componența lingvistică a localității Romașkîne
     Rusă (69,3%)
     Ucraineană (19,3%)
     Tătară crimeeană (9,18%)
     Belarusă (1,29%)
     Alte limbi (0,93%)
Conform recensământului din 2001, majoritatea populației localității Romașkîne era vorbitoare de rusă (69,3%), existând în minoritate și vorbitori de ucraineană (19,3%), tătară crimeeană (9,18%) și belarusă (1,29%).